# 郭雍
郭雍（1102年—1187年），字子和，號白雲先生。南宋河南洛陽人。
其父郭忠孝師事程頤，對《周易》有研究。郭雍生於崇寧元年（1102年），幼承家學，事母至孝，博学能诗文。郭雍潜心研究《周易》，有独到见解。认为“《易》穷则变，变则通，通则久。”郭雍认为《易》是圣人明道之书，反对朱熹“《易》本卜筮之书”的看法。在蓍卦方法上郭雍主“過揲法”。長年隐居峡州，放浪長楊山谷間，朝廷徵召不起。乾元年間赐號冲晦处士，再封颐正先生。全祖望评其学：“郭门之学虽孤行，然自谢艮齐至黎立武，绵绵不绝”。晚年研究醫書，向太醫常穎士學習，特別對傷寒有研究。感於《伤寒论》残缺，撰成《傷寒補亡論》20卷。淳熙十四年（1187年）去世，得年八十四。